# Le Bourguet
Le Bourguet ist eine französische Gemeinde mit 47 Einwohnern (Stand 1. Januar 2022) im Département Var in der Region Provence-Alpes-Côte d’Azur. Sie gehört zum Arrondissement Draguignan und zum Kanton Flayosc.
Die Nachbargemeinden sind Castellane im Norden, Brenon im Osten, Comps-sur-Artuby im Süden und Trigance im Westen.

## Bevölkerungsentwicklung
| 1962 | 1968 | 1975 | 1982 | 1990 | 1999 | 2006 | 2016 |
| ---- | ---- | ---- | ---- | ---- | ---- | ---- | ---- |
| 37   | 31   | 20   | 23   | 20   | 22   | 23   | 31   |

## Sehenswürdigkeiten
- Kirche Notre Dame de l’Assomption, erbaut im 19. Jahrhundert
- Kapelle Sainte Anne, erbaut im 12. Jahrhundert
- Burgruine